# NGC 782
NGC 782 is een balkspiraalstelsel in het sterrenbeeld Eridanus. Het hemelobject werd op 27 oktober 1834 ontdekt door de Britse astronoom John Herschel.

## Synoniemen
- PGC 7379
- ESO 114-15
- AM 0155-580
- IRAS01559-5801